# Pierre Demours
Pierre Demours, född 1702 i Marseille, död 26 juni 1795, var en fransk oftalmolog och anatom; far till Antoine Pierre Demours. 
Demours studerade i Avignon och Paris och blev medicine doktor på förstnämnda plats 1728. Han bosatte sig därefter i Paris, där han 1730 anställdes som demonstrator och föreståndare för naturhistoriska museet i Jardin des Plantes. Efter två år lämnade han denna befattning för att arbeta tillsammans med Antoine Petit. Samtidigt som han var verksam som praktisk ögonläkare, ägnade han sig särskilt åt ögats anatomi och bidrog väsentligt till en bättre förståelse av dess delars uppbyggnad (Choroidea, Corpus vitreum, Cornea). 
Demours blev främst känd för sin beskrivning av Lame cartilagineuse de la cornée (den bakersta delen av hornhinnan), som efter honom stundom kallas Tunica Demoursii; men kom av denna anledning i häftig prioritetsstrid (1769–71) med Jean Descemet, efter vilken nämnda del av hornhinnan oftast benämns (Tunica Descemeti). Anspråk på prioritet görs även av andra och särskilt av ett par britter, av vilka den möjligtvis kan tillkomma Duddel (Tunica Duddeliana), men inte den andra, som levde långt senare. Demours översatte dessutom en del skrifter från engelska till franska.